# Bathypallenopsis tydemani
Bathypallenopsis tydemani is een zeespin uit de familie Pallenopsidae. De soort behoort tot het geslacht Bathypallenopsis. Bathypallenopsis tydemani werd in 1908 voor het eerst wetenschappelijk beschreven door Loman. 